# Törökország építészete
A török építészet formavilágának alapjai a nép ősi nomád életmódjára vezethetők vissza. Ezeket a motívumokat is felhasználta a perzsa, görög, római, örmény és bizánci hatásokat mutató szeldzsuk építészet, mely főképpen medreszéiről (iskola), karavánszerájairól és türbéiről nevezetes. Az oszmán építészet monumentalis jellegét a leghíresebb török építész, Szinán munkáiban is felfedezhetjük. A legjellemzőbb oszmán épületek az impozáns mecsetek, mint például az Edirnei Szelim-mecset, vagy az isztambuli Kék mecset, illetve a pompázatos szultáni és főúri paloták. A modern török építészetre a 18. illetve 19. században virágzó török barokk és oszmán Art-Noveau stílusok is hatást gyakoroltak. A 20. század elején a nemzeti érzelmek feltámadása hozta létre a monumentális nacionalista építészetet, melynek gyökerei a klasszikus oszmán építészetig nyúlnak vissza. Az 1930-as évekre a funkcionalista, eklektikusságot mellőző építészet volt a jellemző, ahogy azt Ankara számos épülete is jól mutatja. Később számos irányzat jött létre, mint például a Sedad Hakki Eldem, illetve a német Paul Bonatz nevével fémjelzett „második nacionalista építészet”, vagy a hatvanas években népszerű újregionalizmus.

## Szeldzsuk építészet

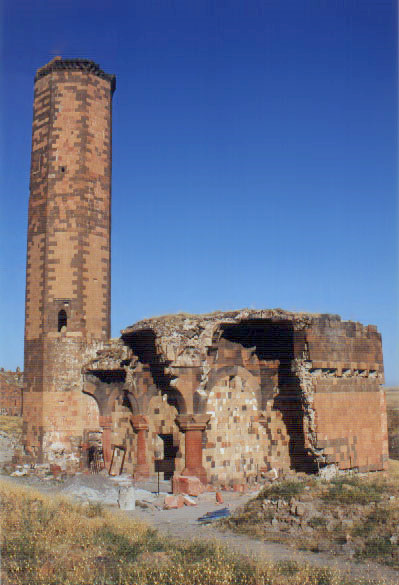
A Menüçehr-mecset Aniban, az örmény-török határon. A hagyomány szerint ez a legrégebbi szeldzsuk dzsámi Anatóliában.

A szeldzsuk építészetet három korszakra lehet tagolni:
- Az első korszak 1215-ig tart, a dekoráció korlátozott, fegyelmezett használata jellemzi, főként háromszögeket, szerpentin- és farkasfog-motívumokat, arabeszk és görög kulcs-motívumokat alkalmaztak.
- A második korszakot „klasszikus korszaknak” nevezik (1215-1250), jóval kidolgozottabb stílussal. Kerek domborművek, arabeszk, állati és növényi formák, áttört vésetek jellemzik. A korszak legjelentősebb épületei a Sultan-hanok, a Karatay és a Sircali medreszék (Konya).
- A harmadik, úgynevezett „barokk korszak” (1250-1307) legjellemzőbb díszítőeleme a csempe és a geometriai formák. Kiemelkedő építmények a konyai Sahip Ata mecset és a Çifte medresze.

A szeldzsuk építészetre rendkívül jellemző a portálok (kiugró kapuzatok) széles körű alkalmazása. Ezek kőből készültek, gazdagon díszítettek, tetejükön háromszögletű, díszes boltívvel. A kődíszítés mellett előszeretettel használták a csempedíszítést is, gyakran kombinálták a kettőt. Általában türkizkék, kobaltkék, fekete és fehér színű csempékkel, mintákkal dolgoztak. A díszítéshez gyakran használtak kalligrafikus feliratokat is. A dekorációt nem vitték túlzásba, leginkább a bejáratok díszítésére alkalmazták, a mecsetek esetében pedig csak a minareteket és a kupolákat ékesítették. A szeldzsuk építészetben jelent meg az úgynevezett „török háromszög”, mely tulajdonképpen egy három pilléren támaszkodó kupolafajta (csegelyes kupola). Az építészet fontos eleme volt még az ejvan (iwan), mely egyik oldalán nyitott boltíves fülkét jelent, ami egy belső udvarra vagy kertre nézett.

### Mecsetek
A szeldzsuk időkben a városok legnagyobb mecsetének az Ulu Cami, azaz Nagy Mecset nevet adták, és általában a város legprominensebb pontján építették fel. A főhajó nagy volt és nyújtott, előudvar nélkül. A mecsetek elengedhetetlen része a kupola (rendszerint több kupola), és a minaret (általában egy). Általában tartozott hozzá egy medresze (iskola) is, ebben az esetben az épületegyüttest külliye-nek hívták. Konya környékén jellemzőek az egyetlen kupolával rendelkező mecsetek is. A kései szeldzsuk időkben épültek olyan dzsámik is, melyekben a tartóoszlopok nem kőből, hanem fából készültek.

### Medreszék

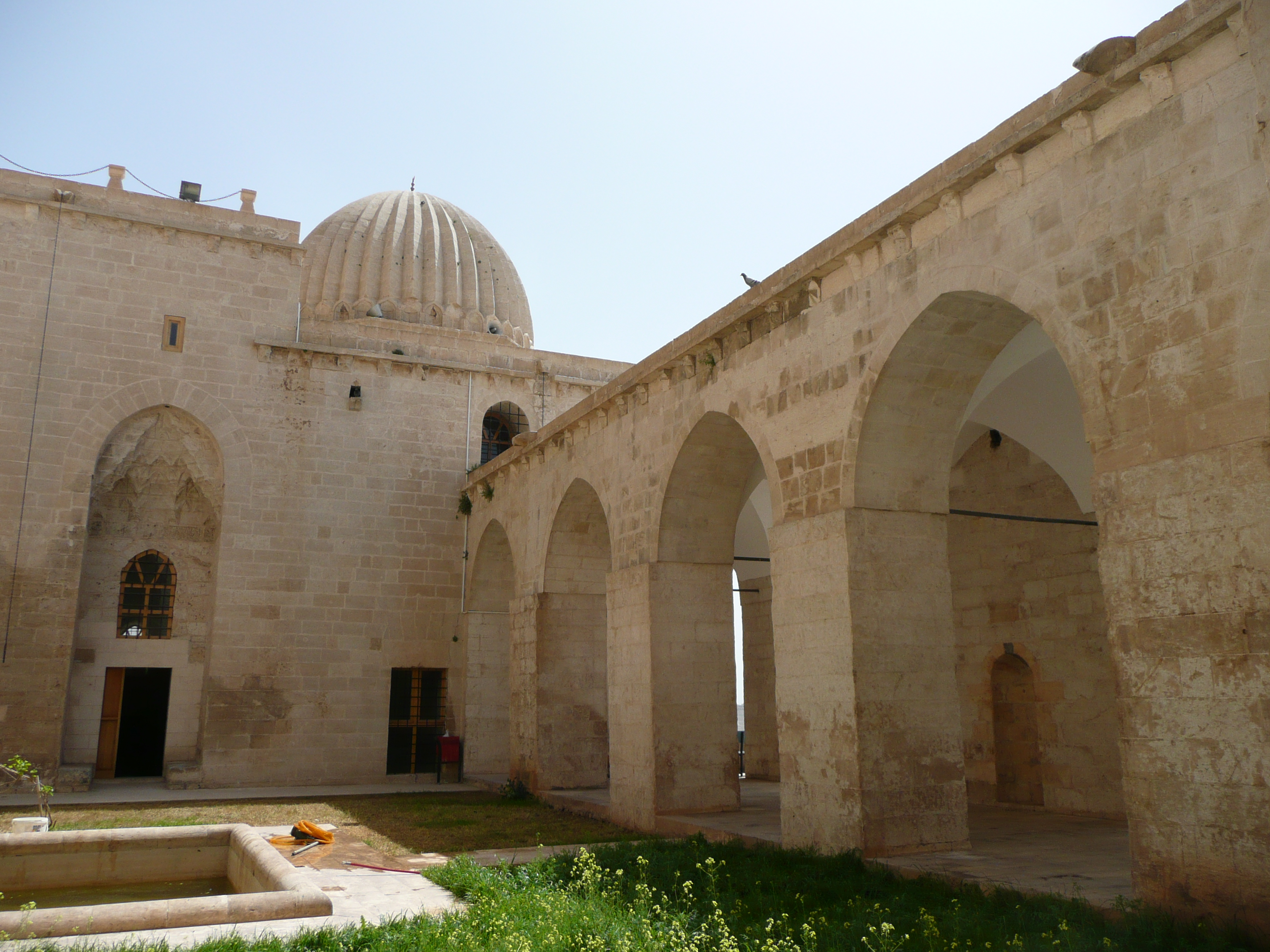
A Zinciriye medresze Mardinban

A medresze olyan muszlim iskola, ahol teológiát és tudományt is tanítottak, általában a mecsetekhez csatolták hozzá. A négyszög alapú épület belső udvarral rendelkezett, kupolával és 1-4 csúcsíves, gazdagon díszített ejvannal, ahol az órákat tartották. A tanulók számára fűthető szobák is voltak az épületben.

### Karavánszerájok
A szeldzsuk építészet legjellemzőbb épületei a karavánszerájok (kervansaray vagy han), ahol a fáradt utazók éjszakázhattak. Közép-Ázsiában, a Karahanida-dinasztia uralkodása idején jelentek meg az első ilyen épületek, a fellendült transzoxániai kereskedelmi kapcsolatoknak köszönhetően. Főképp a selyemút és más kereskedelmi útvonalak mentén épültek. Jellegzetességük a gazdagon, geometriai formákkal és Korán-idézetekkel díszített bejárat. A karavánszeráj udvarában általában egy kis mecset (mescit) is állt, illetve műhelyek, törökfürdő és kincstár is helyet kapott. A karavánszerájokat gazdag urak adományaiból építették és tartották fent, az utazók három napig szállhattak meg fizetség nélkül és ételt is kaptak. Az egyik legimpozánsabb karavánszeráj a Sultanhani Konya és Aksaray között, a selyemúton.

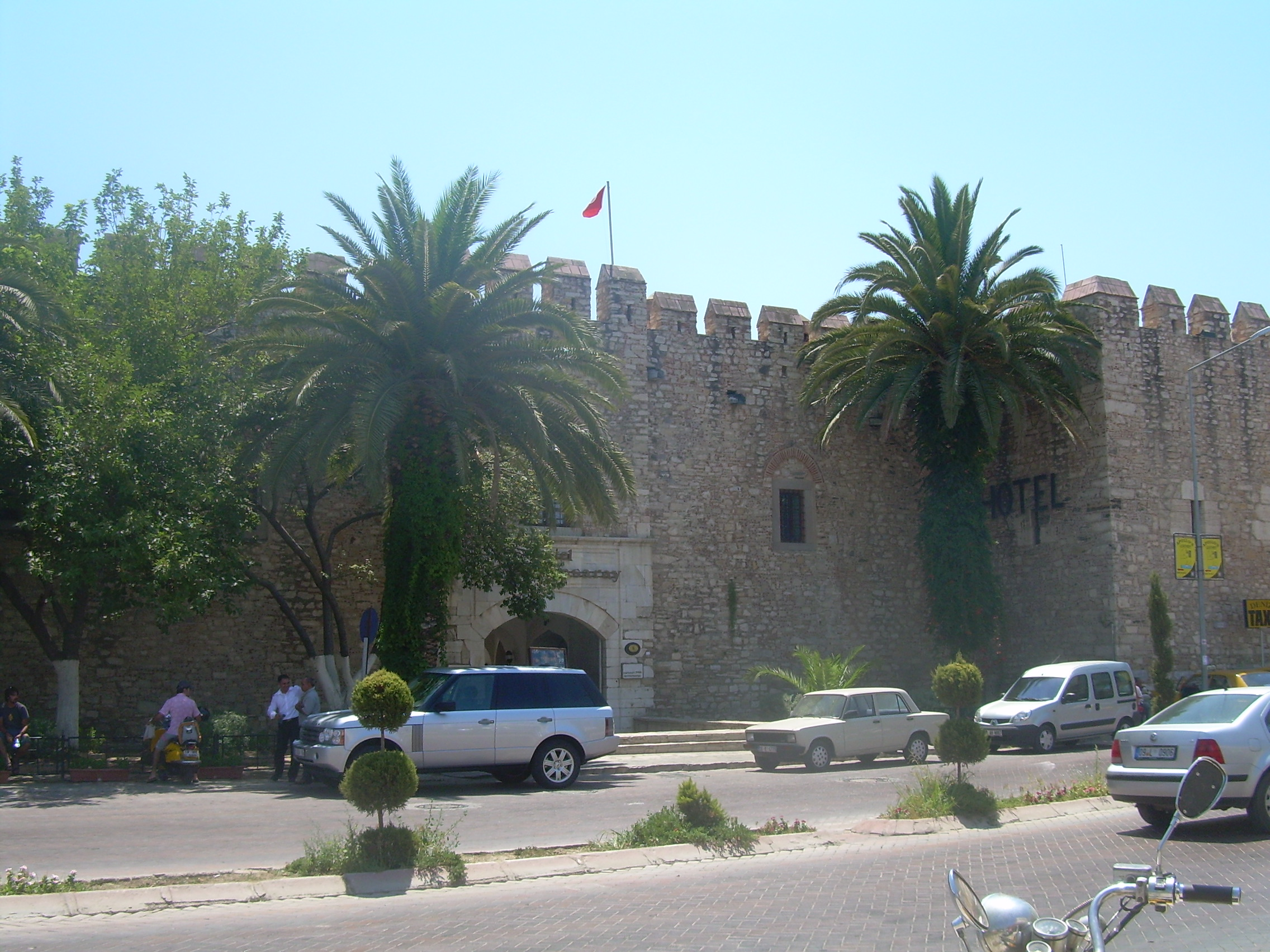
Karavánszeráj Kuşadasıban; ma szálloda

### Kórházak
A szeldzsuk időkben már léteztek kórházak, melyek a medreszével együtt a nagyobb mecsetekhez tartoztak. Építésüket gazdag urak adományaiból finanszírozták, ám az adomány fejében földművelésből vagy más üzletből kellett fenntartani a működését. Az ellátás ingyenes volt bárki számára. Alaprajzukat tekintve a kórházak, árvaházak és szegényházak a medreszék mintájára épültek.

### Türbék
Ugyancsak szeldzsuk jellegzetesség a türbe vagy kumbat, mely torony formájú síremlék. Két típusa létezett, az egyik henger alakú, alacsony kupolával, egyes esetekben kívülről türkiz csempékkel borítva; a másik típus négyzet alapon kör alakú, sokszögű vagy nyolcszögű falakkal, kúptetővel. Gyakran feliratok, domborművek díszítették. A türbék általában kétszintesek voltak, az alsó szinten volt a kőkoporsó, a felső szinten pedig egy kis imahelység a mihrabbal.

### Paloták és pavilonok
A mecsetek, medreszék és karavánszerájok méreteihez képest a szeldzsuk paloták szerény méretekkel rendelkeztek, durva kőből és téglából építették őket. Egyetlen szeldzsuk minta sem maradt az utókorra, csupán ásatási leletek adnak támpontokat az egykori épületekről. Konyától nem messze állt a Kubadabad szeráj, melyet 1236-ban építettek. 16 pavilonja volt, csempékkel díszítették a falait. Az ásatások során a pavilonokon kívül találtak konyhát, lakószobákat és istállókat is.

### Katonai épületek
Számos szeldzsuk katonai építmény maradt fenn, ilyen például az 1226-ban épült alanyai Kızıl Kule („vörös torony”), tartozik hozzá katonai kikötő és fegyvertár is, mely fölé egy 33 méter magas, nyolcszögletű, vörös kőből és téglából épített torony magasodik. Számos erődítmény vigyázta Konya, Sivas és Sinop városát is.

### Városi épületek
A városokban voltak fedett és nyitott bazárok, vízvezetékek, szökőkutak és fürdők is. A szeldzsuk lakóházak elrendezését csak találgatni tudják a régészek, mivel nem maradt fenn ilyen jellegű emlék, de valószínűleg belső udvarra nyíló szobákból állhattak. A szeldzsuk fürdők némileg különböztek a római fürdőktől, ahol egy központi medence volt. A szeldzsuk fürdők nyolcszögletűek voltak, négy ejvannal, egymástól elválasztott ikerépületekkel, külön a férfiak és a nők számára. Volt bennük öltöző, langyosfürdő és melegvizes medence.

### Hidak

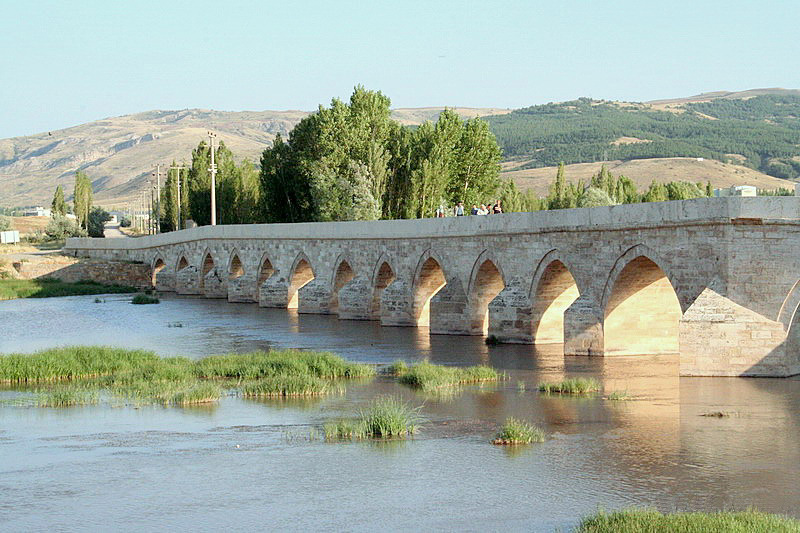
Az Eğriköprü Sivasban

A szeldzsukok országszerte több hidat is építettek, karavánszerájokkal nagyjából egy időben. Ezek általában boltíves, többlyukú hidak, ilyen például az Eğriköprü Sivasban.

## Oszmán építészet
Az oszmán építészet eleinte (a 14-15. században) sokat kölcsönzött a szeldzsuk elődök művészetéből, s folytatta hagyományaikat. Saját önálló stílusuk a 16. században kezdett kialakulni. Az oszmán építészet fejlődését a birodalom terjeszkedése és gazdagodása is elősegítette. A szultánok mecseteket (mecsetkomplexumokat) építettek a győzelmeik emlékére, köszönetképpen Allahnak, a hódítások nyomán egyre-másra épültek a paloták, pavilonok, hidak, várak. Az épülettípusok és díszítések gazdagsága jellemzi az oszmán építőművészetet. Az oszmán építészet egyik remeke a mostari régi híd a Neretva folyó felett.

### Mecsetek

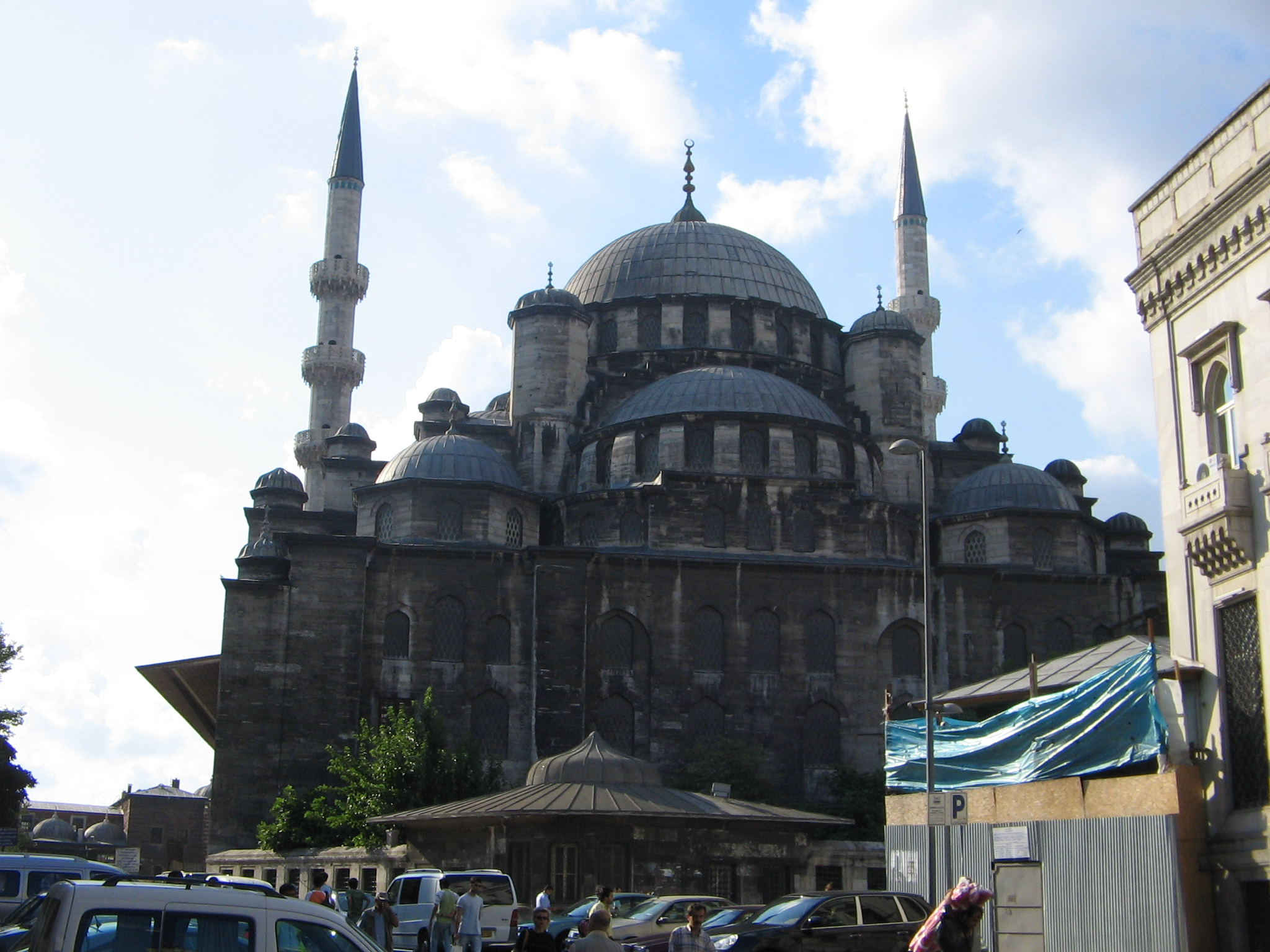
Új mecset, Eminönü, Isztambul

Az oszmánok a mecsetkomplexumok koncepcióját a szeldzsukoktól örökölték, majd továbbfejlesztették. Az oszmán küllije (külliye) a mecset köré szerveződő épületegyüttesekből állt, melynek része volt a medresze és a türbe, ahová a mecset építtetőjét temették, nem ritkán a komplexumhoz tartozott kórház, közkonyha is. A külliyéket a vakfijék, vallásos „alapítványok” tartották fenn, akik nem ritkán farmokat, üzleteket, nyilvános fürdőket működtettek a pénz előteremtéséhez. Az első küllijét Orhán szultán alapította 1334-ben Iznikben, amihe fürdő és közkonyha is tartozott. A leghíresebb küllijék egyike a Szulejmán-mecset, melyet I. Szulejmán szultán építtetett Isztambulban, illetve az Edirnei Szelim-mecset, melyet II. Szelim alapított 1574-ben.
Az első oszmán mecsetek oszloptermes (hypostyle) megoldásúak voltak, négyszögletű, oszlopokkal tartott lapos tetővel, kerttel és szökőkúttal. A 16. századra a vízszintes elrendezés helyébe a függőleges lépett: a magasságra törekvés, az ég felé nyúlás. Megemelték az oszlopokat, ami nagyobbá, grandiózusabbá tette a belső teret, és fontos szerepet kaptak a kupolák, melyeket gyakran úgy rendeztek, hogy kisebb kupolák mintegy lépcsőszerűen vezettek a nagy főkupola felé. A mihrab fölötti kupola átmérőjét megnövelték, így központi helyet kapott, hangsúlyozva fontosságát. Az oszmán kupolák kialakítására a szakértők szerint nagy hatást gyakorolt a Hagia Szophia kupolája.
Az oszmán építészet legismertebb és talán legkiválóbb mestere volt Szinán, aki többek között a Szulejmán-mecsetet és a Kék mecsetet is tervezte. A Szulejmán-mecset építésekor a mester több bravúrt is alkalmazott, ilyen például a világítás felülről történő megoldása a kupolákba épített ablakokkal, vagy a különleges szellőzőrendszer, amit az ablakoknak a széljárásoknak megfelelő elhelyezésével alakított ki.

### Medreszék
Az első oszmán medreszét a történészek szerint Iznikben építették, 1331-ben. Az oszmán medreszében nem csak vallást oktattak, de szinten minden korabeli tudományt, többek között orvostudományt is, ami hasonlatossá teszi ezeket az iskolákat egy hagyományos egyetemhez. Az első medreszék építésekor szeldzsuk mintákat követtek, később, a 13. század folyamán az udvarra nyíló ejvanok (fülkék) helyett megjelentek a zárt ejvanok. A központi udvart kupolával fedték le. Később azonban visszatértek az eredeti megoldáshoz, mivel a tanulóknak szükségük volt a rekreációs lehetőséget nyújtó belső udvarra. A későbbi oszmán medreszékben megjelent egy nagyobb, kupolával fedett terem, a dershane, a fő tanterem. Az épület kívülről egyszerű volt, a belső falakat azonban csempével, téglával, feliratokkal díszítették.

### Imaretek
Az imaretek, vagy közkonyhák a küllijék fontos részei voltak, hiszen az iszlám egyik fontos pillére a szegények segítése. Az első imaretek a 14. században, az akkori fővárosban, Iznikben jelentek meg. A közkonyhák általában konyhából, étkezőből, élelmiszerkamrából álltak, amihez tartozott még istálló, illemhely és fáskamra is. Egyes imaretekben nem volt étkező, ami arra utal, hogy az ételt elszállították a rászorulókhoz.

### Kereskedelmi épületek
A szeldzsukok örökségeként az oszmánok is építettek karavánszerájokat, melyek formailag nem sokat változtak. A szolgáltatások jótékony jellege azonban eltűnt, az épületeket kereskedelmi központokként, raktárként használták. Az I. Mehmed által építtetett İpek Hani például selyemkereskedők központja volt. Megjelentek a fedett bazárok is, melyek általában egy-egy mecset környékén kaptak helyet, a tetőt oszlopok tartották és legalább két bejáratuk volt. A leggrandiózusabb bazár az isztambuli Fedett Bazár, a Kapalı Çarşı, mely 30 hektáron terül el.

### Paloták
Konstantinápoly elfoglalása után II. Mehmed, a Hódító, nekilátott a Topkapı palota építtetésének. A palota valóságos komplexum lett, több épülettel, kertekkel és előudvarokkal. A kertek kialakítására nagy gondot fordítottak az oszmán paloták építésénél, a virág- és zöldségágyások geometrikus formájúak voltak, és nem hiányozhattak a díszes szökőkutak és pihenés céljából épített pavilonok sem. Előszeretettel ültettek tulipánt és ciprusfákat. A palotákat gazdagon díszítették, csempével, kalligrafikus feliratokkal, aranyozott mintázatokkal.
Később, a 18.-19. században a nyugati hatások is érvényesültek a paloták tervezésekor. Jó példa erre a Beylerbeyi palota, a szultánok nyári rezidenciája, melyet eredetileg 1829-ben II. Mahmud építtetett fából, később 1861-ben Abdul-Aziz ezt lebontatta és Sarkis Balyan tervei alapján építtette fel a mai palotát. A belső tér bár a hagyományos török házak elrendezését mutatja, a díszítés és a belsőépítészet terén keverednek a keleti és nyugati hatások. A kristálycsillárok, francia órák, japán, francia, kínai és török porcelánvázák mellett tökéletesen megfértek a hagyományos török szőnyegek és kilimek is.
A nyugati stílusok keveredését a Dolmabahçe palota is szemlélteti, melyben barokk és gótikus elemek vegyülnek. E két stílus mellett más épületekben a rokokó és a román stílus jegyeit is megfigyelhetjük.

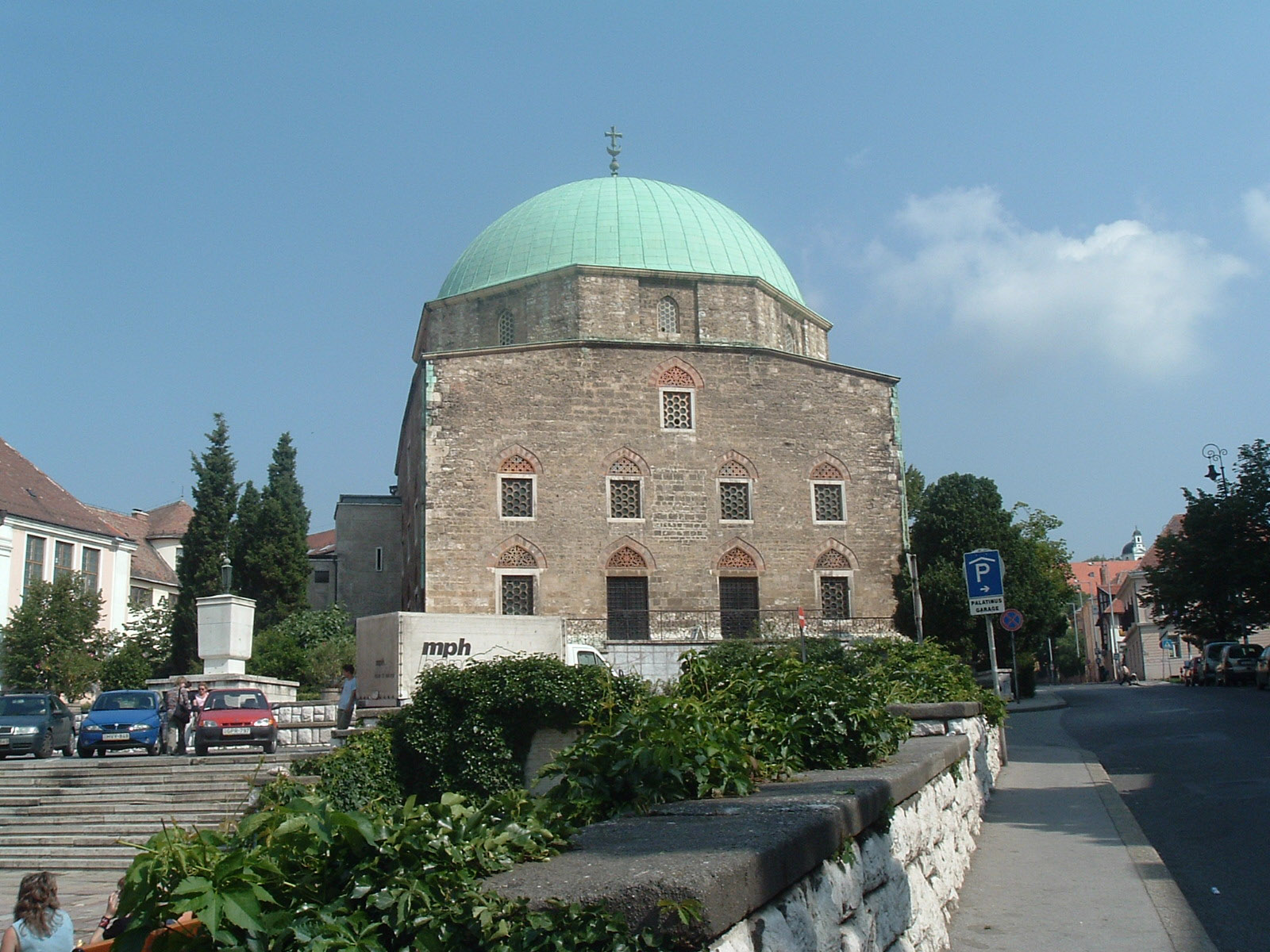
Gázi Kászim pasa dzsámija, Pécs.